# Ruokosaari (ö i Södra Savolax, S:t Michel)
Ruokosaari är en ö i Finland. Den ligger i sjön Suontee och i kommunen Hirvensalmi i den ekonomiska regionen  S:t Michel och landskapet Södra Savolax, i den södra delen av landet, 190 km nordost om huvudstaden Helsingfors. Öns area är 17 hektar och dess största längd är 0,9 kilometer i sydöst-nordvästlig riktning.